# 雜聞篇

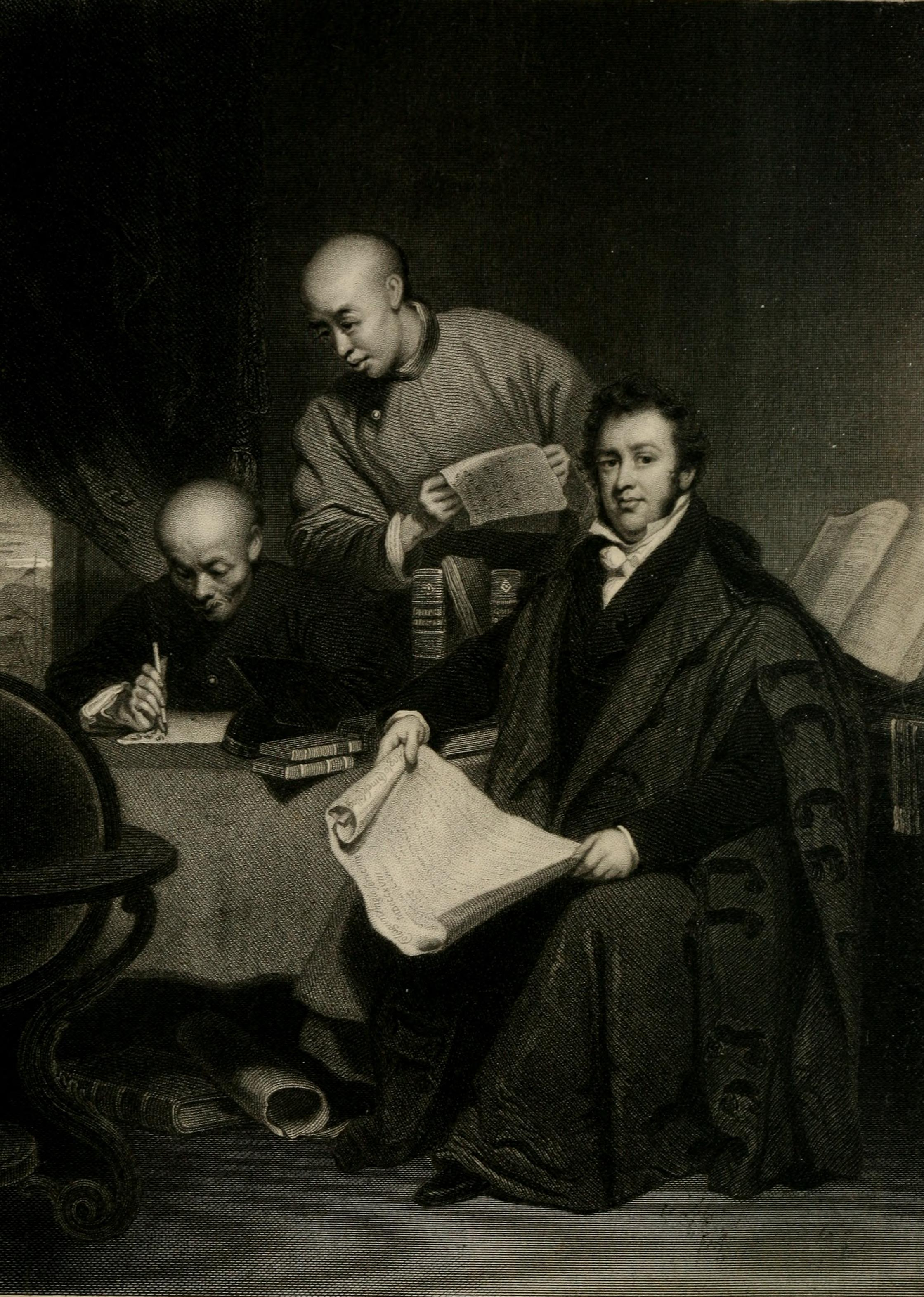
辦公中的馬禮遜

《雜聞篇》是創於1833年4月29日的澳門中文刊物，由英國倫敦傳道會傳教士馬禮遜創辦，並於同年10月17日停刊；此報使用雙面印刷以及近代報章排版樣式，不定期地出版，共出版三期，每期四頁；刊物中內容是以宣揚基督新教信仰為主，內容上與澳門關係不大。
在歷史定位上，該刊物是最早以金屬活字印刷、在中國境內最早出版以及澳門歷史上最早出版的中文期刊，是「澳門是西式活字印刷術最早用於中文印刷的地方」的證明。